# Trochus cariniferus
Trochus cariniferus is een slakkensoort uit de familie van de Trochidae. De wetenschappelijke naam van de soort werd voor het eerst geldig gepubliceerd in 1842 door Reeve.